# The Hills (canção)
"The Hills" é uma canção do artista musical canadense The Weeknd, contida em seu segundo álbum de estúdio Beauty Behind the Madness (2015). Foi composta pelo próprio em conjunto com Ahmad Balshe, Emmanuel Nickerson e Carlo Montagnese, sendo produzida pelos dois últimos — com Nickerson sendo profissionalmente creditado como Mano e Montagnese como Illangelo. Em 27 de maio de 2015, a faixa foi lançada como o segundo single do disco através das gravadoras XO e Republic.
A música faz referência ao filme The Hills Have Eyes (1977), de Wes Craven.

## Faixas e formatos
| Download digital |             |         |  |
| N.º              | Título      | Duração |  |
| 1.               | "The Hills" | 4:02    |  |

| Download digital (remixes) |                               |         |  |
| N.º                        | Título                        | Duração |  |
| 1.                         | "The Hills" (com Eminem)      | 4:23    |  |
| 2.                         | "The Hills" (com Nicki Minaj) | 4:02    |  |

## Créditos
Todo o processo de elaboração de "The Hills" atribui os seguintes créditos:
Gravação
- Gravada entre 2014 e 2015 nos Abel's Crib (Trump Towers, Toronto, Ontário)
- Mixada nos Abel's Crib (Trump Towers, Toronto, Ontário)
- Engenharia feita nos Abel's Crib (Trump Towers, Toronto, Ontário)
- Masterizada nos Sterling Sound (Nova Iorque)

Publicação
- Publicada pelas empresas Songs Music Publishing, LLC, em nome da Songs of SMP (ASCAP), WB Music Corp. (ASCAP) e Sal & Co. (SOCAN)
- Todos os direitos pertencem à Sal & Co. (SOCAN), WB Music Corp. (ASCAP) e Conncisseur of Connisseurs (ASCAP) — administrada pela WB Music Corp. (ASCAP), Songs of Hear the Art e Sony/ATV Music Publishing (BMI)

Produção
| - The Weeknd: composição, vocalista principal, vocalista de apoio - Illagelo: composição, produção, gravação, engenharia, mixagem - Mano: composição, produção | - Ahmad Balshe: composição - Tom Coyne: masterização |

## Desempenho nas tabelas musicais
| Tabela musical (2015)                                  | Melhor posição |
| ------------------------------------------------------ | -------------- |
| Alemanha (Media Control Charts)                        | 24             |
| Austrália (ARIA Charts)                                | 3              |
| Austrália (ARIA Urban Singles Chart)                   | 2              |
| Áustria (Ö3 Austria Top 40)                            | 31             |
| Bélgica (Ultratop 50 de Flandres)                      | 22             |
| Bélgica (Ultratop Urban de Flandres)                   | 3              |
| Bélgica (Ultratip da Valônia)                          | 14             |
| Canadá (Canadian Hot 100)                              | 1              |
| Dinamarca (Tracklisten)                                | 11             |
| Escócia (The Official Charts Company)                  | 4              |
| Espanha (Productores de Música de España)              | 64             |
| Estados Unidos (Billboard Hot 100)                     | 1              |
| Estados Unidos (Top R&B/Hip-Hop Songs)                 | 1              |
| Estados Unidos (Rhythmic Songs)                        | 1              |
| Estados Unidos (Pop Songs)                             | 2              |
| Estados Unidos (Adult Pop Songs)                       | 40             |
| Estados Unidos (Hot Dance Club Songs)                  | 41             |
| França (Syndicat National de l'Édition Phonographique) | 23             |
| Hungria (Magyar Hanglemezkiadók Szövetsége)            | 19             |
| Itália (Federazione Industria Musicale Italiana)       | 47             |
| Irlanda (Irish Recorded Music Association)             | 4              |
| Líbano (The Official Lebanese Top 20)                  | 16             |
| Luxemburgo (Luxembourg Digital Songs)                  | 8              |
| Noruega (VG-lista)                                     | 16             |
| Nova Zelândia (NZ Top 40 Singles)                      | 2              |
| Países Baixos (MegaCharts)                             | 29             |
| Reino Unido (UK R&B Singles Chart)                     | 1              |
| Reino Unido (UK Singles Chart)                         | 3              |
| Suécia (Sverigetopplistan)                             | 12             |
| Suíça (Schweizer Hitparade)                            | 23             |
| Turquia (Türkíye Yabanci Top 10)                       | 2              |
| União Europeia (Euro Digital Songs)                    | 2              |

| Tabela musical (2015)                                  | Posição |
| ------------------------------------------------------ | ------- |
| Alemanha (Media Control Charts)                        | 54      |
| Austrália (ARIA Charts)                                | 20      |
| Austrália (ARIA Urban Singles Chart)                   | 8       |
| Canadá (Canadian Hot 100)                              | 18      |
| Dinamarca (Tracklisten)                                | 38      |
| Estados Unidos (Billboard Hot 100)                     | 10      |
| Estados Unidos (Top R&B/Hip-Hop Songs)                 | 4       |
| Estados Unidos (Rhythmic Songs)                        | 5       |
| Estados Unidos (Pop Songs)                             | 29      |
| Nova Zelândia (NZ Top 40 Singles)                      | 18      |
| Países Baixos (MegaCharts)                             | 96      |
| Reino Unido (UK Singles Chart)                         | 25      |
| Suécia (Sverigetopplistan)                             | 63      |
| Tabela musical (2016)                                  | Posição |
| Austrália (ARIA Urban Singles Chart)                   | 19      |
| Canadá (Canadian Hot 100)                              | 39      |
| Estados Unidos (Billboard Hot 100)                     | 32      |
| Estados Unidos (Top R&B/Hip-Hop Songs)                 | 10      |
| França (Syndicat National de l'Édition Phonographique) | 134     |
| Reino Unido (UK Singles Chart)                         | 77      |

| País (Empresa)             | Certificação |
| -------------------------- | ------------ |
| Alemanha (BVMI)            | 3× Ouro      |
| Austrália (ARIA)           | 3× Platina   |
| Bélgica (BEA)              | Ouro         |
| Canadá (Music Canada)      | 8× Platina   |
| Dinamarca (IFPI Dinamarca) | 2× Platina   |
| Espanha (PROMUSICAE)       | Ouro         |
| Estados Unidos (RIAA)      | Diamante     |
| Itália (FIMI)              | Platina      |
| México (AMPROFON)          | 2× Platina   |
| Noruega (IFPI Noruega)     | Ouro         |
| Nova Zelândia (RMNZ)       | 2× Platina   |
| Polônia (ZPAV)             | 3× Platina   |
| Reino Unido (BPI)          | 2× Platina   |
| Suécia (GLF)               | 3× Platina   |

## Histórico de lançamento
| País           | Data                                     | Formato          | Gravadora    |
| -------------- | ---------------------------------------- | ---------------- | ------------ |
| Estados Unidos | 27 de maio de 2015                       | Download digital | XO, Republic |
| Estados Unidos | 21 de julho de 2015                      | Rádios rhythmic  | XO, Republic |
| Reino Unido    | 11 de setembro de 2015                   | Rádios rhythmic  | XO, Republic |
| Reino Unido    | 19 de outubro de 2015 (remix com Eminem) | Rádios rhythmic  | XO, Republic |